# Vier ruiters van de Apocalyps

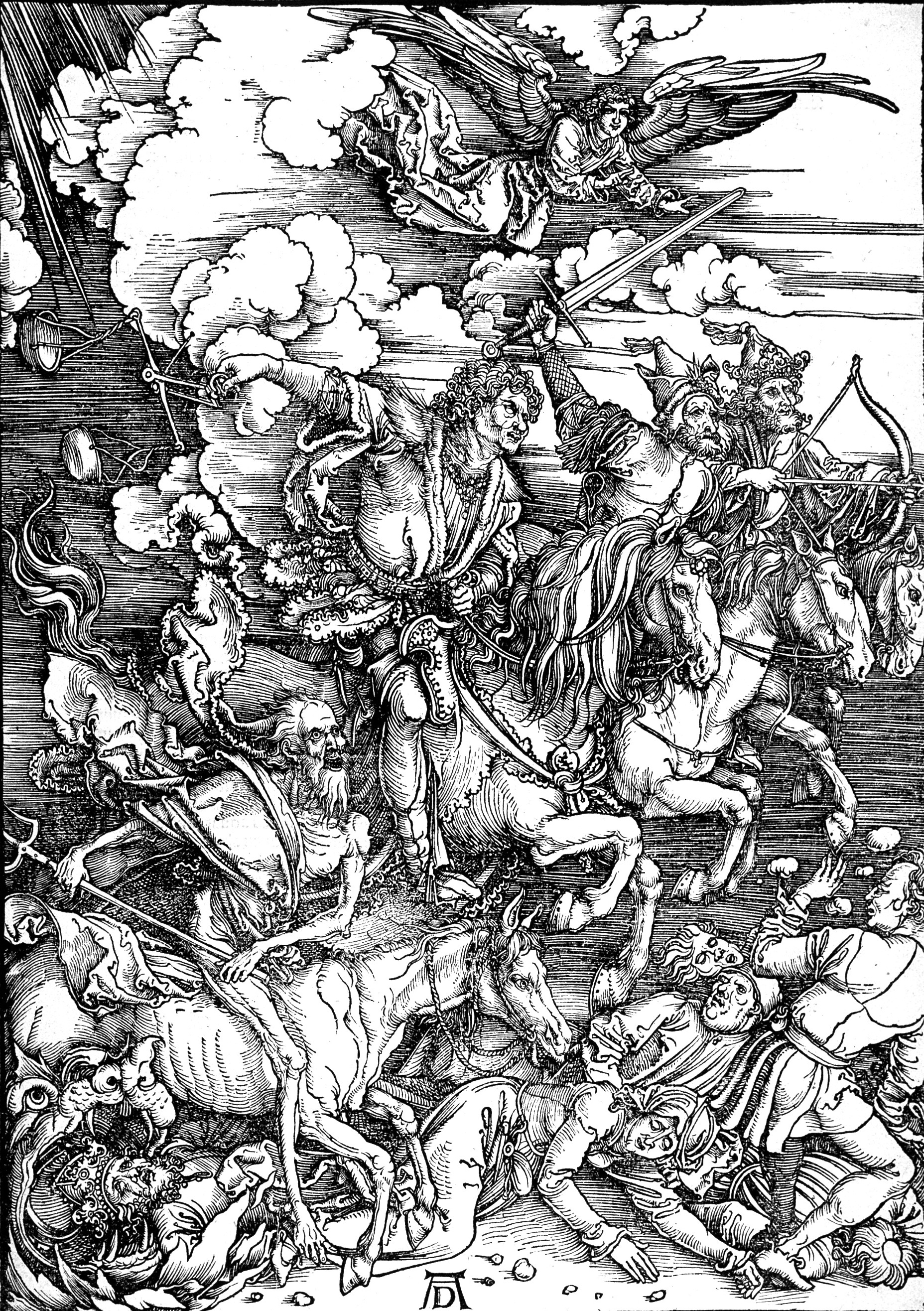
Die vier apokalyptischen Reiter door Albrecht Dürer

Het Nieuwe Testament noemt de vier ruiters van de Apocalyps in Openbaring 6 als boodschappers van de naderende apocalyps, de dag des oordeels.

## Het verhaal
In een visioen van de hemelse troonzaal (Openbaring 4–5) kreeg Johannes een boek te zien met zeven zegels die door niemand in de hemel of op aarde konden worden geopend, alleen door het Lam van God. De uitdrukking lam (ἀρνίον) in Openbaring duidt Jezus Christus aan. In Openbaring 6 begon het Lam de zegels te verbreken. 
Na het openen van ieder van de eerste vier zegels, riep een van de vier wezens in de hemelse troonzaal "Kom!" en verscheen daarna telkens een van de vier ruiters van de Apocalyps. Hun paarden hadden een kleur die bij de ruiter hoort. Met het openen van het eerste zegel kwam een wit paard met op zijn rug iemand met een zegekrans die optrok als een overwinnaar. Na het openen van het tweede zegel, verscheen een vuurrood paard. De ruiter op dit paard kreeg de opdracht de vrede van de aarde te verdrijven. Na het openen van het derde zegel verscheen een zwart paard. De ruiter van dit paard had een weegschaal in zijn hand. Na het openen van het vierde zegel verscheen een vaalgeel paard. De ruiter van dit paard heette Dood en Dodenrijk vergezelde hem. Ze kregen toestemming op een vierde deel van de aarde dood en verderf te zaaien, door middel van het zwaard, hongersnood, dodelijke ziekten en wilde dieren.

## Godsdiensthistorische context
Het thema van paarden in verschillende kleuren en ruiters die verschijnen in een visioen wordt ook aangetroffen in joodse religieuze werken, inclusief in het boek Zacharia in de Hebreeuwse Bijbel. Vanaf hoofdstuk 1:8 van dat boek verschijnen ook vier ruiters op paarden, in de kleuren voskleurig (rood), zwart, gevlekt en wit. Ze doorkruisen de wereld om te zien hoe het er met de volken bijstaat. In hoofdstuk 6 komen vier strijdwagens tevoorschijn, met rode, zwarte, witte en gevlekte paarden ervoor.
Johannes heeft dit thema met enkele bewerkingen overgenomen. Bij hem gaat het telkens om één ruiter en één paard, er komen geen strijdwagens aan te pas. En Johannes plaatst hen in een apocalyptische context; hun functie is duidelijk omschreven: ze veroorzaken eindtijdgebeurtenissen. Ook de volgorde van de paarden in de verschillende kleuren verschilt.

## De paarden en hun ruiters

### Het witte paard
Ik zag dit: het lam verbrak een van de zeven zegels en ik hoorde een van de vier wezens roepen met een geluid als een donderslag: “Kom!” Ik zag dit: een wit paard met een ruiter, die een boog droeg. Hij kreeg een zegekrans en trok op als een overwinnaar, de overwinning tegemoet— Openbaring 6:1-2

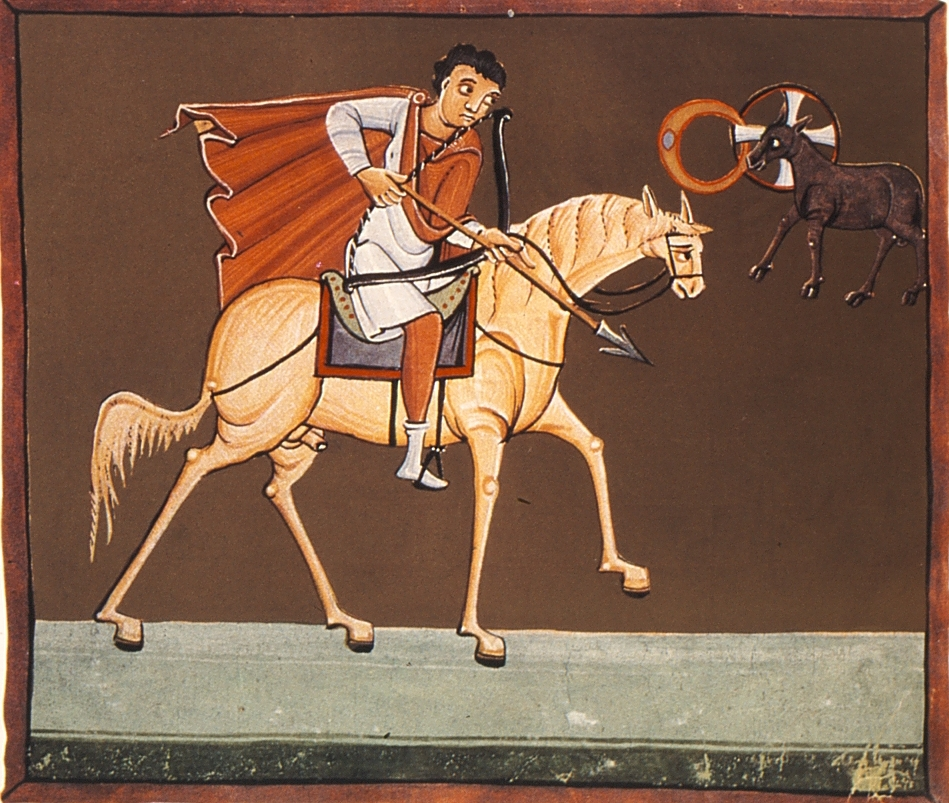
De eerste ruiter

Ireneüs (2e eeuw) identificeerde de ruiter op het witte paard als Christus zelf, waarbij het witte paard de succesvolle verspreiding van het evangelie symboliseerde. Aanhangers van deze interpretatie wijzen op een ander wit paard met een ruiter, dat verschijnt in Openbaring 19:11-14. Deze ruiter heet "Woord van God", wat als aanduiding van Christus wordt beschouwd. De interpretatie van het witte paard als het evangelie is gebaseerd op de combinatie met Marcus 13:10 en verder: eerst moet het evangelie over de hele wereld worden gepredikt, dan komt het einde.
De interpretatie als Christus was bijna 19 eeuwen dominant, totdat in 1866 een volledig tegengestelde interpretatie ingang vond. In dat jaar publiceerde C.F. Wimpel zijn hypothese dat deze ruiter de Antichrist was - en meer in het bijzonder Napoleon Bonaparte. Deze interpretatie vond vooral in evangelische kringen ingang. Sommige geloofsgemeenschappen hebben deze interpretatie tijdelijk overgenomen, zoals Jehova's getuigen die deze ruiter eerst identificeerden als de paus en   daarna als Christus. Andere evangelische kringen hangen deze interpretatie nog altijd aan, zoals die rondom Billy Graham, die de ruiter op het witte paard zag als de Antichrist of valse profeten in het algemeen.
Er is geen consensus onder exegeten waarop deze ruiter duidt. De meerderheid (o.a. Bousset, Swete, Charles, Lohmeyer, Hadorn, Lohse) ziet er een onheilsfiguur in. Vanuit de tekst dat de ruiter reeds overwon en nog meer zou overwinnen wordt wel gedacht aan de Parthen, die onder leiding van Vologases I in 62 n.Chr. de Romeinen versloegen.
Sommige commentators zien in de ruiter op het witte paard een symbool voor (gewone) oorlog, die weliswaar verwoestend zou zijn maar wel op rechtvaardige gronden en op ordentelijke wijze wordt gevoerd. Dit zou worden aangeduid door de kleur wit van het paard, een kleur die in de Bijbel rechtvaardigheid kan aanduiden.

### Het vuurrode paard
Toen het lam het tweede zegel verbrak, hoorde ik het tweede wezen zeggen: “Kom!”

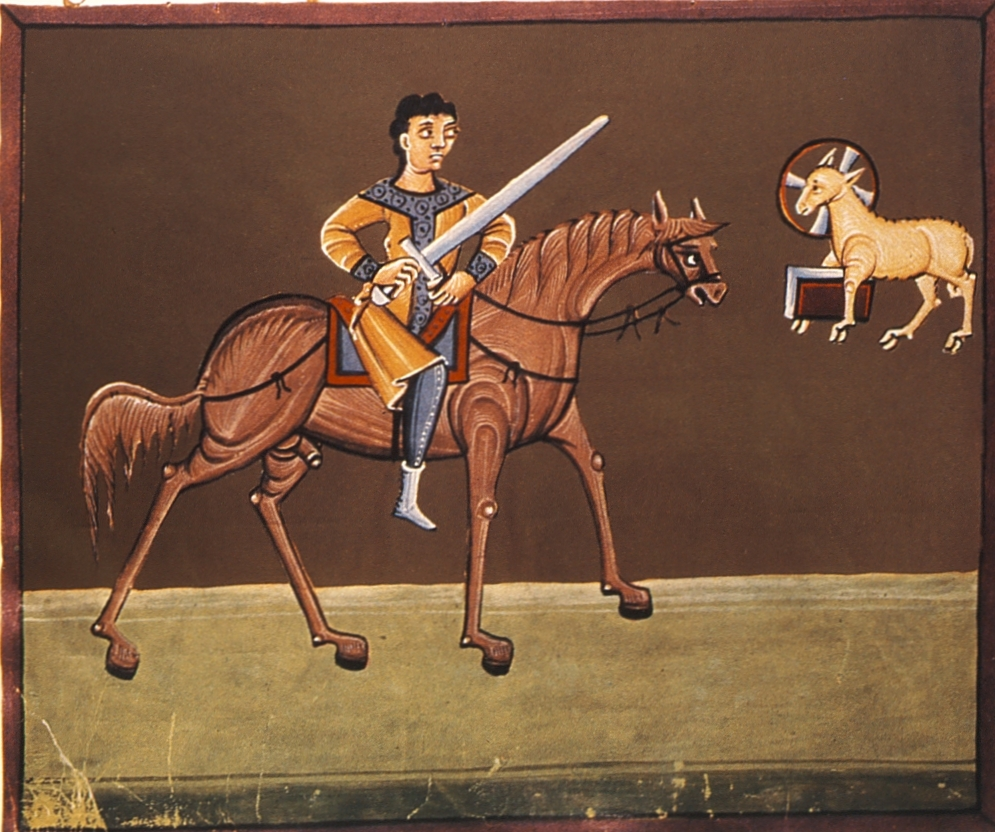
De tweede ruiter

Er verscheen een ander, vuurrood paard. De ruiter kreeg de opdracht om de vrede uit de wereld te verdrijven, zodat men elkaar zou afslachten. Hij kreeg een groot zwaard— Openbaring 6:3-4
De ruiter van het vuurrode paard wordt vaak gezien als symbool van oorlog of massale slachtpartijen. Hij wordt vaak afgebeeld met een zwaard in zijn hand. De aanduiding voor de kleur van het paard in Koinè is πυρρός, purros van πῦρ, pur, "vuur"; veel vertalingen gebruiken dan ook de uitdrukking vuurrood paard. Het zwaard en de rode kleur van het paard wekken de suggestie van bloed dat wordt verspild.
De ruiter op het vuurrode paard zou burgeroorlog kunnen symboliseren, tegenover veroveringsoorlogen die zouden worden gesymboliseerd door de ruiter op het witte paard. Andere commentators denken dat de ruiter op het vuurrode paard een symbool is voor christenvervolgingen.

### Het zwarte paard
Toen het derde zegel werd verbroken, hoorde ik het derde wezen zeggen: “Kom!”  Ik zag dit: een zwart paard met een ruiter, die een weegschaal in zijn hand hield. Te midden van de vier wezens hoorde ik iets als een stem zeggen: “Een dagloon voor een portie tarwe en hetzelfde bedrag voor drie porties gerst. Maar laat wijn en olijfolie ongemoeid.”— Openbaring 6:5-6

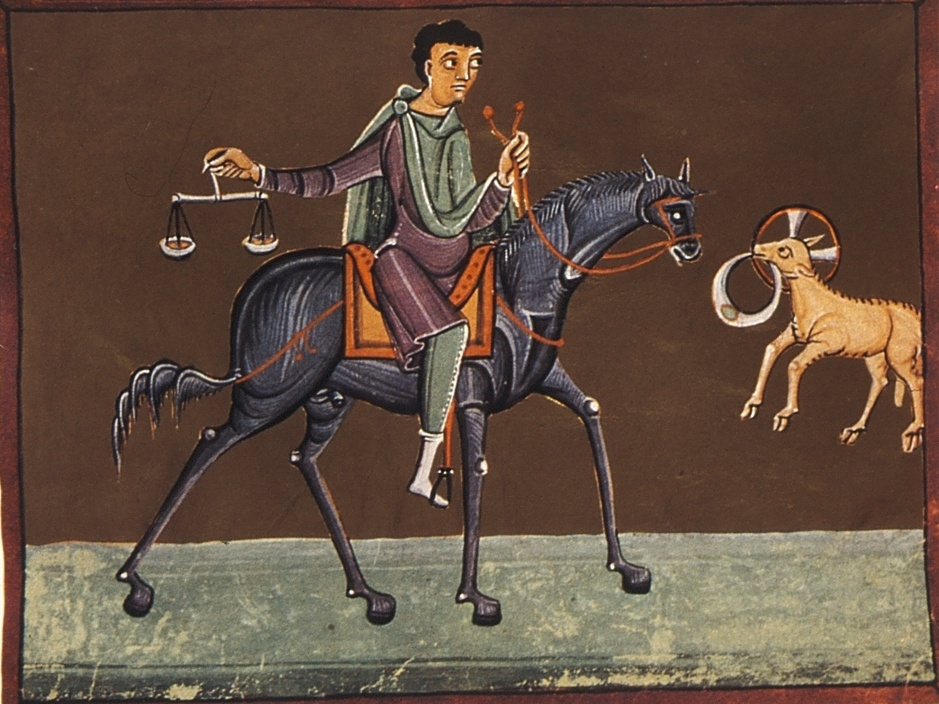
De derde ruiter

De ruiter op het zwarte paard heeft een weegschaal in zijn hand (Koinè:  ζυγὸν, zygon, letterlijk: een stuk hout waaraan twee schalen hangen). Uit het vervolg blijkt dat dit een aanduiding is voor voedselschaarste. Er zijn ook exegeten die de ruiter een aanduiding zien van de "Heer als Wetgever", die net als Vrouwe Justitia de weegschaal van rechtvaardigheid in de hand heeft.
De ruiter op het zwarte paard is de enige die wordt begeleid door "iets als een stem". De bron wordt niet geïdentificeerd, maar komt uit het midden van de vier wezens. Soms wordt de stem toegeschreven aan het Lam in het visioen. De stem lijkt te zeggen dat de voedingsmiddelen voor dagelijks gebruik (tarwe en gerst) veel duurder zullen worden, maar de luxe-artikelen (wijn en olijfolie) onaangetast blijven. Een verklaring hiervoor zou kunnen zijn dat graangewassen gevoeliger zijn voor droogte en sprinkhanenplagen, terwijl wijnstokken en olijfbomen hier beter tegen bestand zijn. Het kan ook zijn dat dit een aanduiding is voor onrechtvaardige verdeling van welvaart. Een andere mogelijkheid is dat het gebod de wijn en olijfolie ongemoeid te laten een verwijzing is naar christenen in het algemeen, die wijn en olie gebruiken als sacramenten. Een laatste mogelijkheid van de betekenis van het verbod wijn en olijfolie te gebruiken, is gebaseerd op rabbijnse literatuur zoals Sota 49b, waarin staat dat in de tijd dat de Messias zal komen de wijn duur zal zijn.

### Het vaalgele paard
Toen het vierde zegel werd verbroken, hoorde ik het vierde wezen zeggen: “Kom!” Toen zag ik een vaalgeel paard. De ruiter heette Dood, en Dodenrijk vergezelde hem. Zij kregen toestemming om op een vierde deel van de aarde dood en verderf te zaaien, door middel van het zwaard, hongersnood, dodelijke ziekten en wilde dieren.— Openbaring 6:7-8

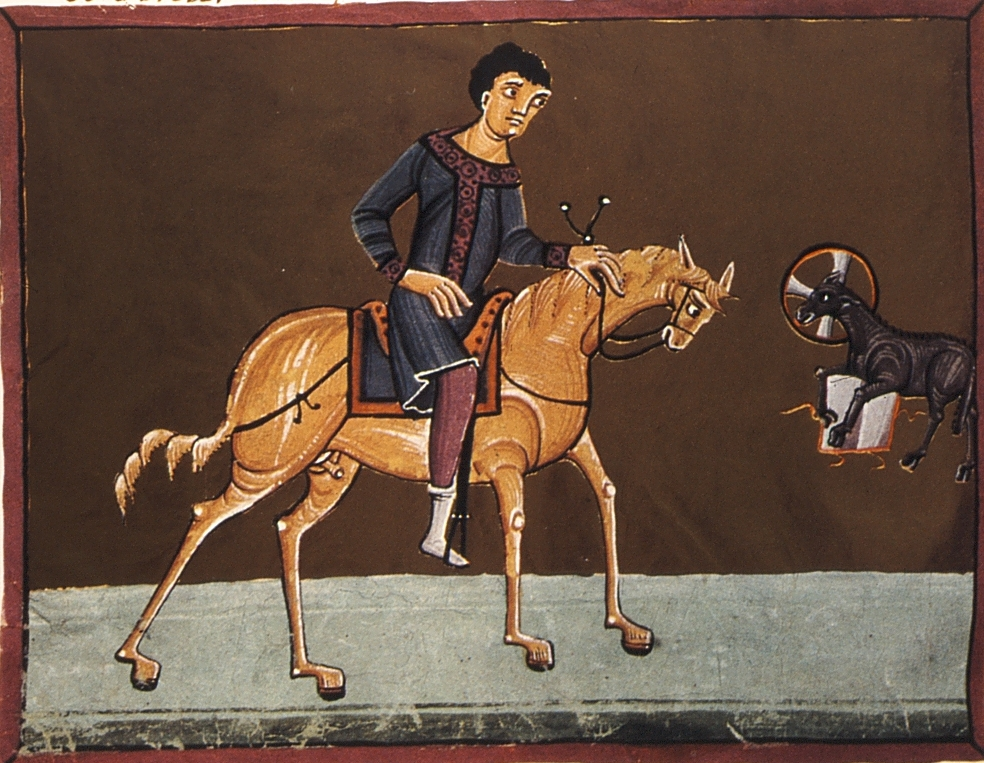
De vierde ruiter

De vierde ruiter heet Dood (Koinè: Θάνατος, Thanatos). Hij is de enige ruiter van wie een naam wordt genoemd. In tegenstelling tot de andere ruiters draagt hij geen wapen of ander voorwerp, maar wordt hij gevolgd door het Dodenrijk (Koinè: ᾅδης, Hades). Toch wordt hij vaak afgebeeld met een zeis, net als Magere Hein, een zwaard of een ander wapen.
De kleur van het paard wordt aangeduid met χλωρός, chlōros, wat zowel "groen" / "groengeel" kan betekenen als "vaal" / "bleek". Medische manuscripten in de Oudgriekse literatuur gebruiken deze term vaak om de kleur van een doodzieke of een lijk aan te duiden. Diverse exegeten zien in deze ruiter de pest.
Het viervoudige apparaat van Dood is duidelijk gebaseerd op Leviticus 26:22-39 en Ezechiël 5:12-17, 14:21 en 33:27, waarin JHWH met straffen dreigt die overeenkomen met die in Openbaring.

## In de kunst

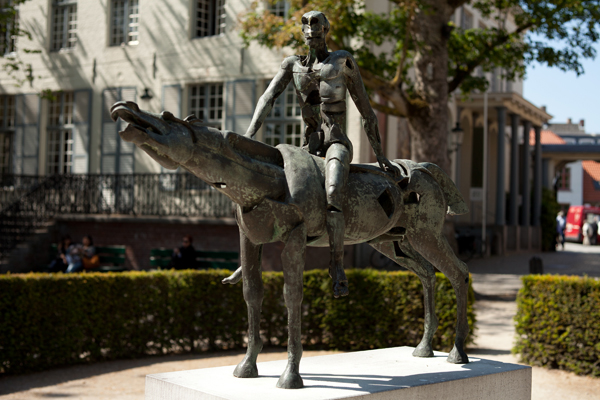
Een van de Vier ruiters van de Apocalyps door Rik Poot in Brugge

Dominant is de houtsnede Die vier apokalyptischen Reiter van Albrecht Dürer, die dateert uit 1498. Op deze houtsnede lopen de vier gedetailleerd weergegeven ruiters de gewone mensen onder de voet.
Ook de Spaanse kunstenaar Salvador Dalí en de Belgische beeldend kunstenaar Rik Poot lieten zich door de vier ruiters inspireren.
Onder andere de muziekgroepen Aphrodite's Child en Metallica hebben een liedje gemaakt genaamd "The Four Horsemen".